# Zala (plaats)
Zala is een plaats (község) en gemeente in het Hongaarse comitaat Somogy. Zala telt 272 inwoners (2001).

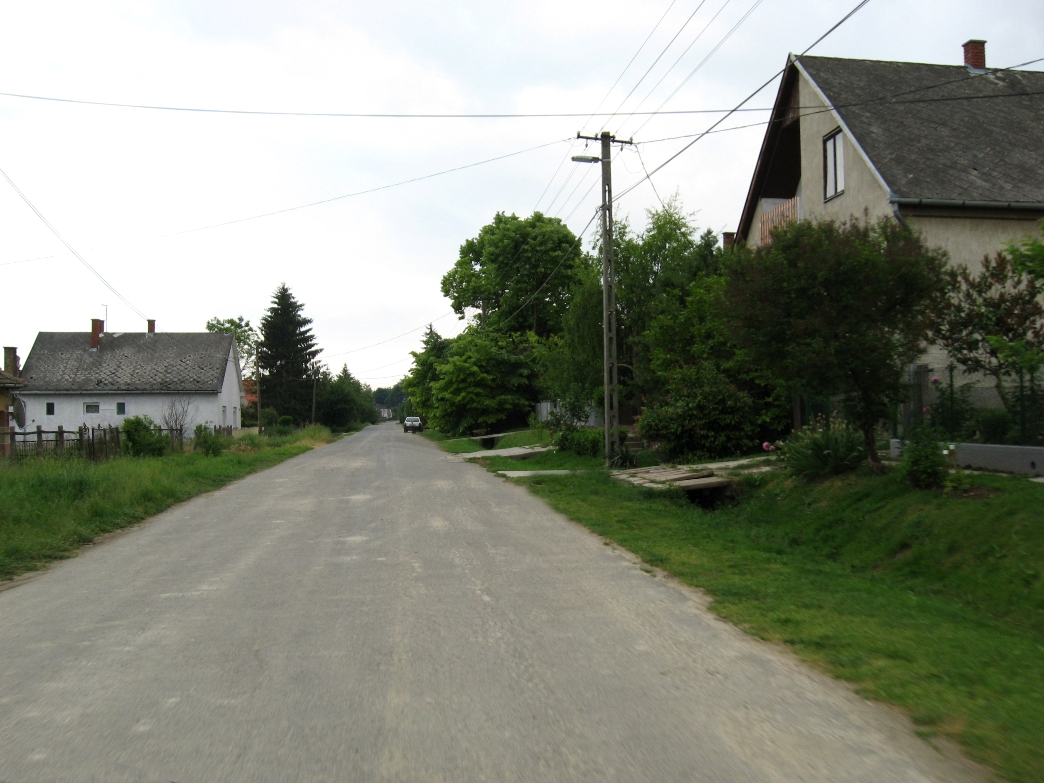
Weg in Zala